# Angel Beats!オリジナル・サウンドトラック
『TVアニメ「Angel Beats!」Original SoundTrack』（テレビアニメ エンジェル ビーツ オリジナル・サウンドトラック）は、テレビアニメ『Angel Beats!』のオリジナルサウンドトラック。2010年7月28日にKey Sounds Labelから発売、ソニー・ミュージックディストリビューションから販売された。

## 概要
テレビアニメ『Angel Beats!』の劇中BGMを収録したサウンドトラック。CD2枚組で、ANANT-GARDE EYESが手がける劇中BGMと、主題歌2曲と最終話挿入歌「一番の宝物 (Original Version)」を収録。
発売前の7月15日に、価格が当初公表された額より高くなることが発表された。
オリコンチャートウィークリーランキング10位以内や、「COUNT DOWN TV」等のテレビ番組のランキングで紹介されるなど、アニメのサウンドトラックとしては異例の快挙を達成している。

## 収録曲

### DISC1
1. My Soul,Your Beats!
歌：Lia 作詞・作曲：麻枝准 編曲：ANANT-GARDE EYES
  - 『Angel Beats!』オープニングテーマ
2. theme of SSS
3. school days
4. girl's hop
5. art of war
6. today is ok
7. memory
8. my most precious treasure
挿入歌「一番の宝物」のピアノバージョン。
9. tactics
10. enemy country
11. operation start
12. decisive battle
13. attack!!
14. critical point
15. study time
16. niku udon
17. invention
18. toy of spring
19. deochi!
20. light drop
21. worthy rival
22. burial
23. play ball
24. walkure
25. let's operation
26. evening breeze
27. moment of rest

### DISC2
1. initial impulse
2. my heart
オープニングテーマ「My Soul, Your Beats!」のピアノバージョン。
3. soul friends
エンディングテーマ「Brave Song」のインストバージョン。
4. kanade
5. my most precious treasure -orgel-
「一番の宝物」のオルゴールバージョン。
6. memory -orgel-
DISC1に収録されている「memory」のオルゴールバージョン。
7. unjust life
8. nocturne in the afternoon
9. anxiety
10. abyss
11. alter ego
12. siren
13. transforms to the shadow
14. otonashi
15. angel's flight
16. firing preparation
17. desperation
18. breakthrough
19. 一番の宝物 (Original Version)
歌：karuta 作詞・作曲：麻枝准 編曲：ANANT-GARDE EYES
  - 『Angel Beats!』第13話挿入歌

アルバム『Keep The Beats!』収録のGirls Dead Monster（LiSA）が歌う第10話挿入歌の「Yui ver.」とは、歌詞とアレンジが異なる。
20. Brave Song
歌：多田葵 作詞・作曲：麻枝准 編曲：ANANT-GARDE EYES
  - 『Angel Beats!』エンディングテーマ